# Rapport Finn

Bâtir des gouvernements locaux et des régions viables : plan d'action pour l'avenir de la gouvernance locale au Nouveau-Brunswick, plus connu sous les noms de Rapport Finn ou Rapport sur l'avenir de la gouvernance locale, est un rapport commandé par le gouvernement Shawn Graham au commissaire Jean-Guy Finn et rendu public le 18 décembre 2008.

## Contexte
Le système actuel de gouvernance locale au Nouveau-Brunswick est proposé en 1963 dans le rapport Byrne et mis sur pied en 1966. À partir de 1971, 26 études sont produites sur la gouvernance locale, parfois à la suite de consultations publiques ; aucune de ces études ne s'intéresse au domaine dans l'ensemble et peu de recommandations sont appliquées. 
La Commission sur la gouvernance locale a été mise sur pied en 2007 par le gouvernement Shawn Graham; Jean-Guy Finn en devient le commissaire. La création de la commission fait suite au rapport du Groupe de travail sur l'autosuffisance du Nouveau-Brunswick intitulé La Voie de l'autosuffisance : Un projet de société; ce rapport recommande que les communautés, par l'entremise des gouvernements locaux, puissent contribuer collectivement à l'objectif visant à rendre la province auto-suffisante d'ici 2026. Cet objectif est l'une des promesses électorales des libéraux de Shawn Graham en 2006.

## Recommandations

### Restructurations municipales
Le rapport recommande de regrouper toutes les localités de la province dans des municipalités. Les réserves indiennes font toutefois exceptions, puisqu'elles fonctionnent selon la Loi sur les Indiens, de compétence fédérale. Les nouvelles municipalités, que le rapport ne nomme pas et décrit comme des « entités municipales », seraient créées, au nombre de 53, et remplaceraient les districts de services locaux (DSL), les communautés rurales, les villages, les villes et les cités actuelles. Elles seraient toujours dirigées par un conseil municipal élu.
Douze districts de services régionaux (DSR) seraient aussi créés, regroupant chacune au moins deux municipalités. Les DSR seraient dirigés par un conseil de direction, présidé d'un maire élu et de conseillers municipaux délégués par toutes les municipalités au sein du district.

#### Tableaux des restructurations proposées
| Districts de services régionaux | Entités municipales | Municipalités existantes |
| ------------------------------- | ------------------- | --- |
| DSR 1                           | 01                  | Baker-Brook, Paroisse de Baker-Brook, Clair, Paroisse de Clair, Lac-Baker, Paroisse de Lac-Baker, Paroisse de Madawaska, Saint-François-de-Madawaska, Paroisse de Saint-François, Saint-Hilaire, Paroisse de Saint-Hilaire |
| DSR 1                           | 02                  | Edmundston, Paroisse de Saint-Basile, Paroisse de Saint-Jacques, Paroisse de Saint-Joseph |
| DSR 1                           | 03                  | Paroisse de Notre-Dame-de-Lourdes, Rivière-Verte, Paroisse de Rivière-Verte, Sainte-Anne-de-Madawaska, Paroisse de Sainte-Anne (incluant Siegas), Saint-Léonard, Paroisse de Saint-Léonard |
| DSR 1                           | 04                  | Drummond, Paroisse de Drummond, Grand-Sault, Saint-André |
| DSR 1                           | 05                  | Paroisse d'Andover, Aroostook, Paroisse de Denmark, Paroisse de Gordon, Paroisse de Grand-Sault, Paroisse de Lorne, Paroisse de Perth, Perth-Andover, Plaster Rock, Riley Brook |
| DSR 1                           | 06                  | Paroisse de Grimmer, Kedgwick, Menneval, Saint-Jean-Baptiste-de-Restigouche, Saint-Martin-de-Restigouche, Saint-Quentin, Paroisse de Saint-Quentin, Whites Brook |
| DSR 2                           | 07                  | Paroisse d'Addington, Atholville, Campbellton, Paroisse d'Eldon, Flatlands, Glencoe, Mann Mountain, McLeods, Saint-Arthur, Tide Head, Val-d'Amours |
| DSR 2                           | 08                  | Balmoral, Paroisse de Balmoral, Balmoral–Saint-Maure, Blair-Athol, Charlo, Dalhousie, Paroisse de Dalhousie, Dalhousie Junction, Dundee, Eel River Crossing, Pointe-la-Nim |
| DSR 2                           | 09                  | Belledune, Chaleur, Lorne |
| DSR 3                           | 10                  | Beresford, Paroisse de Beresford (incluant Alcida-et-Dauversière, Nicholas-Denys et Saint-Laurent), Dunlop, Laplante, Madran, Nigadoo, Petit-Rocher, Petit-Rocher-Nord, Petit-Rocher-Sud, Pointe-Verte, Robertville, Tremblay |
| DSR 3                           | 11                  | Allardville, Bathurst, Paroisse de Bathurst, Big River, New Bandon-Salmon Beach, Tétagouche-Nord |
| DSR 4                           | 12                  | Landry, Maltempèque, Paroisse de New Bandon (portions), Notre-Dame-des-Érables, Paquetville, Paroisse de Paquetville, Pont-Landry, Saint-Isidore, Paroisse de Saint-Isidore, Saint-Rose, Saint-Sauveur, Six Roads |
| DSR 4                           | 13                  | Anse-Bleue, Bas-Caraquet, Bertrand, Caraquet, Paroisse de Caraquet, Dugas, Évangéline, Grande-Anse, Maisonnette, Paroisse de New Bandon (portions), Pokemouche, Pokesudie, Saint-Léolin, Saint-Simon, Village-Blanchard, Village-des-Poirier                                                                                                  |
| DSR 4                           | 14                  | Cap-Bateau, Chemin-Coteau, Chiasson-Savoy, Haut-Lamèque, Lamèque, Miscou, Petite-Lamèque, Pigeon Hill, Pointe-Alexandre, Pointe-Canot, Sainte-Cécile, Sainte-Marie–Saint-Raphaël, Paroisse de Shippagan (portions), |
| DSR 4                           | 15                  | Baie-du-Petit-Pokemouche, Haut-Shippagan, Inkerman, Le Goulet, Pointe-Brûlée, Pointe-Sauvage, Shippagan, Paroisse de Shippagan (portions) |
| DSR 4                           | 16                  | Benoit, Brantville, Gauvreau–Petit-Tracadie, Haut-Rivière-du-Portage, Haut-Sheila, Leech, Pointe-à-Bouleau, Pont-Lafrance, Rivière-à-la-Truite, Rivière-du-Portage–Tracadie Beach, Saint-Irénée-et-Alderwood, Saint-Pons, Saumarez, Paroisse de Saumarez (incluant Canton-des-Basques), Tracadie-Sheila, Val-Comeau                           |
| DSR 5                           | 17                  | Paroisse d'Alnwick (incluant Barryville-New Jersey, Fair Isle, Néguac, Oak Point-Bartibog Bridge, Tabusintac |
| DSR 5                           | 18                  | Black River-Hardwicke, Paroisse de Chatham, Paroisse de Glenelg, Lower Newcastle-Russelville, Miramichi, Paroisse de Newcastle, Paroisse de Northesk, Saint Margarets, Paroisse de Southesk, Sunny Corner |
| DSR 5                           | 19                  | Paroisse de Blissfield, Doaktown, Stanley, Paroisse de Stanley, Upper Miramichi |
| DSR 5                           | 20                  | Blackville, Paroisse de Blackville, Paroisse de Derby, Paroisse de Nelson, Renous-Quarryville |
| DSR 5                           | 21                  | Paroisse d'Acadieville, Collette, Harcourt (portions), Rogersville, Paroisse de Rogersville, Paroisse de Saint-Louis (portions), Paroisse de Weldford (portions) |
| DSR 6                           | 22                  | Baie-Sainte-Anne, Paroisse de Carleton, Escuminac, Paroisse d'Hardwicke, Pointe-Sapin, Paroisse de Saint-Charles, Saint-Ignace, Paroisse de Saint-Louis (portions), Saint-Louis-de-Kent |
| DSR 6                           | 23                  | Aldouane, Cap-de-Richibouctou, Harcourt (portions), Rexton, Richibouctou, Paroisse de Richibouctou, Paroisse de Weldford (portions) |
| DSR 6                           | 24                  | Bouctouche, Sainte-Anne-de-Kent, Paroisse Sainte-Marie, Paroisse de Wellington |
| DSR 6                           | 25                  | Cocagne, Paroisse de Dundas, Grand-Saint-Antoine, Harcourt (portions), Paroisse de Moncton (portions), Saint-Antoine, Paroisse de Saint-Paul |
| DSR 7                           | 26                  | Paroisse de Brunswick (portion), Paroisse de Cardwell (portion), Paroisse de Coverdale (portion), Havelock (portion), Paroisse d'Havelock (portion), Elgin, Paroisse d'Elgin (portion), Paroisse de Moncton (portion), Petitcodiac, Salisbury, Paroisse de Salisbury                                                                          |
| DSR 7                           | 27                  | Moncton, Paroisse de Moncton (portion) |
| DSR 7                           | 28                  | Cap-de-Shédiac, Chemin-Scoudouc, Grande-Digue, Pointe-du-Chêne, Pont-de-Shédiac–Rivière-Shédiac, Scoudouc, Shédiac, Paroisse de Shédiac |
| DSR 7                           | 29                  | Beaubassin-Est, Cap-Pelé |
| DSR 7                           | 30                  | Baie-Verte, Bayfield, Paroisse de Botsford, Cap-Tourmentin, Dorchester, Paroisse de Dorchester (portions), Murray Corner, Pont-à-Buot, Port Elgin, Sackville, Paroisse de Sackville, Paroisse de Westmorland |
| DSR 7                           | 31                  | Paroisse de Dorchester (portion), Memramcook |
| DSR 7                           | 32                  | Dieppe, Grand-Brûlis-du-Lac (portion) |
| DSR 7                           | 33                  | Paroisse de Coverdale (portion), Riverview |
| DSR 7                           | 34                  | Alma, Paroisse d'Alma, Paroisse d'Elgin (portion), Hillsborough, Paroisse d'Hillsborough, Paroisse d'Hopewell, Riverside-Albert |
| DSR 8                           | 35                  | Paroisse de Brunswick (portion), Paroisse de Cardwell (portion), Paroisse d'Hammond, Havelock (portion), Paroisse d'Havelock (portion), Paroisse de Johnston, Paroisse de Studholm, Sussex, Paroisse de Sussex, Sussex Corner, Paroisse de Waterford                                                                                          |
| DSR 8                           | 36                  | Paroisse de Kars, Norton, Paroisse de Norton (portion), Paroisse de Springfield, Paroisse de Wickham |
| DSR 9                           | 37                  | Fairfield, Saint-Martins, Paroisse de Saint-Martins, Paroisse de Simonds (portion) |
| DSR 9                           | 38                  | Hampton, Paroisse d'Hampton (incluant Nauwigewauk), Paroisse d'Upham |
| DSR 9                           | 39                  | Paroisse de Kingston, Paroisse de Norton (portion), Quispamsis, Rothesay, Paroisse de Rothesay, Westfield (portion) |
| DSR 9                           | 40                  | Paroisse de Lepreau (portion), Paroisse de Musquash, Saint-Jean, Paroisse de Simonds (portion), Paroisse de Westfield (portion) |
| DSR 9                           | 41                  | Paroisse de Petersville, Grand Bay-Westfield, Paroisse de Greenwich, Westfield (portion) |
| DSR 10                          | 42                  | Île White Head, Grand Manan |
| DSR 10                          | 43                  | Campobello Island |
| DSR 10                          | 44                  | Beaver Harbour, Blacks Harbour, Fundy Bay, Paroisse de Lepreau (portion), Paroisse de Pennfield, Saint-George, Paroisse de Saint-George (incluant Bonny River-Second Falls), Paroisse de West Isles |
| DSR 10                          | 45                  | Bayside, Chamcook, Paroisse de Dumbarton, Saint-Andrews, Paroisse de Sainte-Croix, Paroisse de Saint-Patrick |
| DSR 10                          | 46                  | Dennis-Weston, Paroisse de Dufferin, Paroisse de Manners Sutton (portion), McAdam, Paroisse de McAdam, Paroisse de Saint-David, Paroisse de Saint-James, Saint-Stephen, Paroisse de Saint-Stephen, Western Charlotte |
| DSR 11                          | 47                  | Paroisse de Blissville, Paroisse de Burton, Paroisse de Clarendon, Fredericton Junction, Gagetown, Paroisse de Gladstone, Paroisse d'Hampstead, Oromocto, Paroisse de New Maryland (portions), Rusagonis-Waasis, Tracy, Upper Gagetown, Wirral-Enniskillen                                                                                    |
| DSR 11                          | 48                  | Paroisse de Cambridge, Cambridge-Narrows, Paroisse de Canning, Chipman, Paroisse de Chipman, Paroisse de Maugerville, Minto, Paroisse de Northfield, Paroisse de Sheffield, Paroisse de Waterborough |
| DSR 11                          | 49                  | Paroisse de Bright (portions), Paroisse de Douglas (portions), Estey's Bridge, Fredericton, Hanwell, Harvey, Keswick Ridge, Paroisse de Kingsclear (incluant Oswald Grey), Paroisse de Lincoln (incluant Nevers Road), Paroisse de Manners Sutton (portions), New Maryland, Paroisse de New Maryland (portions), Noonan, Paroisse Saint Marys |
| DSR 11                          | 50                  | Paroisse de Bright (portions), Paroisse de Douglas (portions), Paroisse de Dumfries, Millville, Nackawic, Paroisse de Prince-William, Paroisse de Queensbury, Paroisse de Southampton |
| DSR 12                          | 51                  | Benton, Canterbury, Paroisse de Canterbury, Debec, Meductic, Paroisse de Northampton, Paroisse de North Lake, Paroisse de Richmond, Upper and Lower Northampton, Paroisse de Wakefield, Woodstock, Paroisse de Woodstock |
| DSR 12                          | 52                  | Paroisse de Brighton, Coldstream, Hartland, Paroisse de Simonds, Sommerville, Paroisse de Wakefield |
| DSR 12                          | 53                  | Paroisse d'Aberdeen, Bath, Centreville, Florenceville-Bristol, Glassville, Haut-Kent, Paroisse de Kent, Lakeville, Paroisse de Peel, Paroisse de Wicklow, Paroisse de Wilmot |

### Services
Les DSR auraient la responsabilité exclusive de l'aménagement du territoire, de la gestion des déchets solides, des services de police, des mesures d'urgence et du développement économique, ainsi que de d'élaborer et d'administrer des plans stratégiques régionaux. Ces plans toucheraient notamment le développement économique et l'aménagement du territoire. Les postes de planificateurs seraient comblés par des urbanistes reconnus.

### Financement
L'évaluation foncière serait toujours centralisée, uniforme et fondée sur la valeur marchande des propriétés. Toutefois, le taux d'impôt foncier serait désormais établi par zones et par classe de biens au sein des municipalités. De plus, quatre classes d'impôt foncier seraient établies: « biens résidentiels occupés par propriétaire », « biens résidentiels en location de longue durée », « autres biens résidentiels » et « biens non résidentiels ». D'un autre côté, l'exclusion fiscale provinciale des propriétés non-résidentielles ou résidentielles non occupés par le propriétaire dans les anciens DSL. Par ailleurs, le taux d'impôt foncier provincial sur les biens résidentiels. En contrepartie, l'impôt foncier pour les résidences non occupé par le propriétaire, utilisés à des fins non lucratives serait allégé et le coût de cet allégement serait absorbé par le gouvernement provincial. Quant à lui, le taux d'impôt foncier provincial sur les bien non résidentiels serait réduit de 2,25 $ à 1,50 $, tandis que le taux d'impôt foncier provincial actuel sur les biens résidentiels non occupés par le propriétaire serait aboli.
Les DSR ne seraient pas autorisés à prélever d'impôt, leur financement étant en grande partie assuré par les municipalités constituantes. La subvention provinciale inconditionnelle aux municipalités serait abolie. Un système de péréquation permettrait de réduire les disparités entre les différentes municipalités.
À la suite d'une période de transition, le coût total des services locaux dans les anciens DSL pourrait être recouvré par l'impôt foncier. La province étendrait le taux d'imposition de 0,44 $ à tous les biens immobiliers situés dans les anciens DSL; ce taux serait ajusté annuellement pour recouvrer totalement le coût de l'entretien des routes. Le prélèvement provincial de 0,65 $ dans les anciens DSL serait réduit de 0,20 $, correspondant aux taux des services de police. Le coût de ces services serait couvert à même le nouvel impôt foncier municipal.

### Transparence et imputabilité
Selon le rapport, l'établissement d'indicateurs de rendement et d'un cadre commun de reddition des comptes permettrait une meilleure transparence. À ces dispositions s'ajouteraient des directives plus claires et plus pratiques sur la tenue de séances publiques ou à huis clos des conseils municipaux, de nouvelles règles concernant la divulgation des contributions financières aux campagnes municipales et d'un nouveau système permettant de rapporter les contributions reçues par les candidats ainsi que la publication, dans un format standard, dans les médias et sur internet, des budgets municipaux. Finalement, la création d'une commission des affaires municipales, offrirait des conseils indépendants advenant des conflits d'intérêts, des désaccord frontaliers, de futures initiatives de restructuration ainsi que sur les ententes de prestation de services régionaux.

### Mise en œuvre
Le rapport prévoit la modification et l'adoption de nouvelles lois pour mettre en œuvre cette transformation. Une nouvelle Loi sur l'organisation des gouvernements locaux, remplaçant la Loi sur les municipalités, traiterait de l'organisation générale et du fonctionnement des gouvernements locaux. Le financement serait concerné par la nouvelle loi sur le financement des services locaux. L'adoption de « sphères de compétence » servirait à encadrer et définir les pouvoirs et les responsabilités des gouvernements locaux. Afin d'assurer la pertinence des nouveaux gouvernements, les pouvoirs d'examen et d'approbation du gouvernement provincial en matière d'arrêtés municipaux seraient révisés.
Toutes les responsabilités provinciales relatives à la gouvernance locale seraient intégrées au ministère des Gouvernements locaux du Nouveau-Brunswick.
Une subvention provinciale s'échelonnant sur plusieurs années permettrait d'assumer le coût de la transition.
Le personnel touché par le transfert des responsabilités serait lui aussi transféré aux DSR.
Les services policiers régionaux seraient instaurés dans les deux ans suivant la création des DSR ; les commissions de police existantes seraient alors dissoutes.
Des dispositions permettraient la participation de la population dans l'élaboration du premier plan stratégique régional.
Les restructurations municipales impliqueraient la dissolution des commissions de district d'aménagement, des commissions de gestion des déchets solides et des agences de développement économique.